# Oost-Vlieland (schip, 1962)
De Oost-Vlieland was een Nederlandse veerboot die tussen 1962 en 1983 de veerdienst tussen Harlingen en Vlieland onderhield.
Het schip is speciaal ontworpen (door de heer Schouten, tevens ontwerper van de zeesleper Holland) om het zeegat tussen Vlieland en Terschelling (Vliestroom) bij zware zeegang te doorstaan. Na 1983 heeft het schip nog tot 1989 dienstgedaan als reserveboot naar Terschelling.
Hierna heeft het schip vanaf 1990 dienstgedaan als partyschip in de regio Zeeland en rond Rotterdam bij Rederij Carolina, Zwijndrecht, die het in 1993 de naam Carolina gaf. in 2004 kwam het in handen van Bodemgoed BV (Rabobank) en in  2005 in bezit van Rederij Rijf in Terschelling. Die gaf het haar oude naam terug, Oost-Vlieland In 2007 is het schip verkocht aan de Verenigde Naties in Liberia waar het als onder meer als bevoorradingsschip tussen verschillende havens dienstdeed. Op 28 mei 2008 is het schip in de haven van Greenville gezonken.